# Rally-VM 2022
Rally-VM 2022 är den 50:e säsongen av FIA:s Rally-VM. Säsongen startade med Monte Carlo-rallyt och avslutades med Rally Japan.
Inför 2022 infördes ett nytt reglemente med hybridbilar kallat Rally 1, där bilarna har både förbränningsmotor och elmotor, med tillsammans ca. 500 hk.
| Datum                  | Rally                                | Bas                          | Underlag     | Segrande Förare  | Kartläsare        | Bil                    |
| ---------------------- | ------------------------------------ | ---------------------------- | ------------ | ---------------- | ----------------- | ---------------------- |
| 20–23 januari          | Rallye Monte-Carlo                   | Gap, Hautes-Alpes            | Asfalt & Snö | Sébastien Loeb   | Isabelle Galmiche | Ford Puma Rally1       |
| 24–27 februari         | Rally Sweden                         | Umeå, Västerbotten           | Snö          | Kalle Rovanperä  | Jonne Haltunen    | Toyota GR Yaris Rally1 |
| 21–24 april            | Croatia Rally                        | Zagreb                       | Asfalt       | Kalle Rovanperä  | Jonne Haltunen    | Toyota GR Yaris Rally1 |
| 19–22 maj              | Rally de Portugal                    | Matosinhos, Porto            | Grus         | Kalle Rovanperä  | Jonne Haltunen    | Toyota GR Yaris Rally1 |
| 2–5 juni               | Rally Italia Sardegna                | Alghero, Sardinien           | Grus         | Ott Tänak        | Martin Järveoja   | Hyundai i20 N Rally1   |
| 22–26 juni             | Safarirallyt                         | Nairobi, Kenya               | Grus         | Kalle Rovanperä  | Jonne Haltunen    | Toyota GR Yaris Rally1 |
| 14–17 juli             | Rally Estland                        | Tartumaa, Tartu              | Grus         | Kalle Rovanperä  | Jonne Haltunen    | Toyota GR Yaris Rally1 |
| 4–7 augusti            | Neste Rally Finland                  | Jyväskylä, Mellersta Finland | Grus         | Ott Tänak        | Martin Järveoja   | Hyundai i20 N Rally1   |
| 18–21 augusti          | Ypres Rally                          | Ypres, Belgien               | Asfalt       | Ott Tänak        | Martin Järveoja   | Hyundai i20 N Rally1   |
| 8–11 september         | Akropolisrallyt                      | Lamia, Grekland              | Grus         | Thierry Neuville | Martijn Wydaeghe  | Hyundai i20 N Rally1   |
| 29 september–2 oktober | Rally New Zealand                    | Auckland, Nya Zeeland        | Grus         | Kalle Rovanperä  | Jonne Haltunen    | Toyota GR Yaris Rally1 |
| 20–23 oktober          | Rally RACC Catalunya-Rally de España | Salou, Tarragona             | Asfalt       | Sébastien Ogier  | Benjamin Veillas  | Toyota GR Yaris Rally1 |
| 10–13 november         | Rally Japan                          | Aichi prefektur, Japan       | Asfalt       | Thierry Neuville | Martijn Wydaeghe  | Hyundai i20 N Rally1   |

## Förar-VM
| Plats | Förare           | Bil                    | Poäng |
| ----- | ---------------- | ---------------------- | ----- |
| 1     | Kalle Rovanperä  | Toyota GR Yaris Rally1 | 255   |
| 2     | Ott Tänak        | Hyundai i20 N Rally1   | 205   |
| 3     | Thierry Neuville | Hyundai i20 N Rally1   | 193   |
| 4     | Elfyn Evans      | Toyota GR Yaris Rally1 | 134   |
| 5     | Takamoto Katsuta | Toyota GR Yaris Rally1 | 122   |
| 6     | Sébastien Ogier  | Toyota GR Yaris Rally1 | 97    |
| 7     | Craig Breen      | Ford Puma Rally1       | 84    |
| 8     | Dani Sordo       | Hyundai i20 N Rally1   | 59    |
| 9     | Esapekka Lappi   | Toyota GR Yaris Rally1 | 58    |
| 10    | Gus Greensmith   | Ford Puma Rally1       | 44    |